# جائحة إنفلونزا الخنازير 2009 حسب الدولة
مع تقدم الجائحة، قلّ إجراء الاختبارات المخبرية وتأكيد الإصابات. فقدت إحصائيات الإصابات المؤكدة قيمتها في المملكة المتحدة بعد تاريخ 2 يوليو، عندما توقف إجراء الاختبارات الروتينية وعولجت الحالات المفترضة دون تأكيد التشخيص مخبريًا. توقفت العديد من الدول عن إصدار الأرقام التقديرية لعدد السكان المصابين بناءً على توصيات منظمة الصحة العالمية (دبليو إتش أو)، ما يجعل هذه القائمة غير دقيقة.

## القارات/البلدان المتأثرة

### أفريقيا
أمرت الحكومة المصرية بذبح جماعي لجميع الخنازير في مصر في 29 أبريل، رغم أن السلالة الحالية وقتها كانت من الإنفلونزا البشرية التي تنتقل بين البشر وسبق تهجينها مع إنفلونزا الطيور وإنفلونزا الخنازير. وصفت المنظمة العالمية لصحة الحيوان قتل الخنازير بأنه «غير مبرر علميًا».
اكتُشفت أول إصابة بفيروس إتش1 إن1 في القاهرة، مصر في 2 يونيو 2009، لفتاة تبلغ من العمر 12 عامًا قادمة من الولايات المتحدة مع والدتها. أصيبت الفتاة فقط واحتجزها المسؤولون قبل السماح لها بالخروج من المطار. اكتُشفت حالتان إضافيتان يوم الأحد 7 يونيو، طالبان في الجامعة الأمريكية بالقاهرة. أضيفت حالة جديدة إلى قائمة الإصابات في 11 يونيو، ليصل عدد الحالات الإجمالي إلى 12 حالة.
تأكد وجود حالات إنفلونزا الخنازير في 21 دولة أفريقية: مصر، وجنوب إفريقيا، والمغرب، والجزائر، وتونس، وإثيوبيا، وساحل العاج، وسيشل، والرأس الأخضر، وليبيا، وكينيا، وأوغندا، وبوتسوانا، وزيمبابوي، وتنزانيا، وموريشيوس، والصومال والسودان وناميبيا وزامبيا والغابون ورواندا.
شكل فيروس إتش1 إن1 مصدر قلق في الأشهر التي سبقت بطولة كأس العالم لكرة القدم 2010، التي جرت في يونيو 2010 في جنوب إفريقيا.

### آسيا

#### غرب آسيا ووسطها
فرضت أذربيجان في 27 أبريل حظرًا على استيراد منتجات تربية الحيوانات من أمريكا. اتخذت الخطوط الجوية الأذربيجانية (آزال) إجراءات سلامة إضافية وبدأت وحدة الحجر الصحي التابعة لوزارة الصحة العمل في مطار حيدر علييف الدولي، لفحص جميع الطائرات وركابها. أقيمت في 2 مايو نقاط تفتيش على الحدود مع حواجز لتعقيم السيارات والمشاة في نقاط تفتيش سامور وشيرفانوفكا وخان أوبا في قوصار وخاتشماز. كثفت الخدمات البيطرية عند نقاط التفتيش أنشطتها بينما تحولت مزارع الخنازير في المناطق الشمالية إلى نظام الزراعة المغلق.
سُجلت 77 حالة مؤكدة في إسرائيل. اقترح نائب وزير الصحة الإسرائيلي يعكوف ليتزمان ردًا على تفشي المرض تسميته «الإنفلونزا المكسيكية»، انطلاقًا من احترام الحساسيات الدينية لليهود والمسلمين، وبهدف تجنب إرباك السكان ودفعهم إلى الاعتقاد بأنهم قادرون على تجنب الإصابة بالفيروس إن لم يأكلوا لحم الخنزير. تراجعت الحكومة الإسرائيلية عن هذا الاقتراح إثر شكاوى مكسيكية.
أُبلغ عن أولى الحالات المؤكدة في الكويت في 23 مايو، بعد أن ثبتت إصابة 18 شخصًا في القواعد العسكرية الأمريكية.
جرى تأكيد الحالات الثلاث الأولى في لبنان في 30 مايو 2009. قال وزير الصحة اللبناني إن «لبنانيًا كان في إسبانيا وكنديان وصلا إلى لبنان قبل أسبوع يعانون إنفلونزا الخنازير»، ويكمل: «وضعناهم في الحجر الصحي وظهرت نتائج عينات الدم التي أخذناها يوميًا موجبةً. تلقى الرجل اللبناني والكنديان الزائران -امرأة وابنتها- العلاج الطبي المناسب في الوقت المناسب وهم بصحة جيدة الآن». سبق أن طلب وزير الصحة اللبناني من المواطنين التوقف عن عادات اجتماعية مثل التقبيل، وإبقاء أطفال المدارس المتأثرين في منازلهم، وتجنب السفر إلى البلدان التي تأكدت فيها حالات الإصابة. حظرت بيروت أيضًا استيراد لحم الخنزير.
تأكدت الإصابة الأولى في المملكة العربية السعودية في 1 يونيو؛ ممرضة فلبينية تعمل في مستشفى الملك فيصل التخصصي ومركز الأبحاث. طبقت وزارة الصحة بالتعاون مع المستشفى الخطة الوطنية للوقاية من إنفلونزا الخنازير وفق توصيات منظمة الصحة العالمية، وبناءً على ذلك عُزلت المريضة وعولجت.